# Arsienij Gołowko
Arsienij Grigoriewicz Gołowko, ros. Арсений Григорьевич Головко (ur. 28 maja?/10 czerwca 1906 w stanicy Prochładna, zm. 17 maja 1962 w Moskwie) – radziecki admirał, dowódca Floty Bałtyckiej.

## Życiorys
Był absolwentem Szkoły Marynarki Wojennej im. Frunzego w 1928, kursów dowódczych w 1931 i akademii Marynarki Wojennej w 1938 roku.
Do Marynarki wstąpił w 1925, a w 1927 został członkiem partii. Od 1932 był flagowym minerem, szefem sztabu brygady kutrów torpedowych. Brał udział w wojnie domowej w Hiszpanii.
W latach 1938–1940 dowodził dywizjonem niszczycieli, był szefem sztabu Floty Północnej, następnie w latach 1940-1946 jej dowódcą. W czasie wojny uczestniczył w obronie Murmańska i wybrzeży Morza Barentsa. W 1944 otrzymał stopień admirała.
Od 1946 był zastępcą szefa, a w latach 1947–1952 szefem Głównego Sztabu Marynarki Wojennej. Od 1952 do 1956 dowodził Flotą Bałtycką. Od listopada 1956 był pierwszym zastępcą dowódcy Marynarki Wojennej. 
Jest autorem pamiętników Pierwsze dni (ros. Первые дни) (1958) i Razem z flotą (ros. Вместе с флотом) (1979).
Jego żoną była Kira Gołowko, aktorka z którą miał córkę Natalię, również aktorkę.

## Awanse
- kontradmirał – Uchwała Rady Komisarzy Ludowych nr 946 z 4 czerwca 1940
- wiceadmirał – Uchwała Rady Komisarzy Ludowych nr 2081 z 16 września 1941
- admirał – Uchwała Rady Komisarzy Ludowych nr 331 z 31 marca 1944

## Nagrody i odznaczenia
- Order Lenina – czterokrotnie
- Order Czerwonego Sztandaru – czterokrotnie
- Order Uszakowa I stopnia – dwukrotnie
- Order Nachimowa I klasy
- Order Czerwonej Gwiazdy – dwukrotnie
- Medal „Za obronę Radzieckiego Obszaru Podbiegunowego”
- Medal „Za zwycięstwo nad Niemcami w Wielkiej Wojnie Ojczyźnianej 1941–1945”
- Medal jubileuszowy „XX lat Robotniczo-Chłopskiej Armii Czerwonej”
- Medal jubileuszowy „30 lat Armii Radzieckiej i Floty”
- Medal jubileuszowy „40 lat Sił Zbrojnych ZSRR”
- Order św. Olafa